# Триніті (Алабама)
Триніті (англ. Trinity) — місто (англ. town) в США, в окрузі Морган штату Алабама. Населення — 2526 осіб (2020).

## Географія
Триніті розташоване за координатами 34°35′50″ пн. ш. 87°5′2″ зх. д. / 34.59722° пн. ш. 87.08389° зх. д. (34.597263, -87.083806). За даними Бюро перепису населення США в 2010 році місто мало площу 11,44 км², з яких 11,42 км² — суходіл та 0,02 км² — водойми.

## Демографія
Згідно з переписом 2010 року, у місті мешкало 2095 осіб у 783 домогосподарствах у складі 647 родин. Густота населення становила 183 особи/км². Було 823 помешкання (72/км²).
Расовий склад населення:
| - 88,6 % — білих - 6,7 % — чорних або афроамериканців - 1,1 % — корінних американців - 0,2 % — азіатів - 1,7 % — осіб інших рас |

До двох чи більше рас належало 1,6 %. Частка іспаномовних становила 3,3 % від усіх жителів.
За віковим діапазоном населення розподілялося таким чином: 25,8 % — особи молодші 18 років, 61,6 % — особи у віці 18—64 років, 12,6 % — особи у віці 65 років та старші. Медіана віку мешканця становила 40,3 року. На 100 осіб жіночої статі у місті припадало 100,7 чоловіків; на 100 жінок у віці від 18 років та старших — 100,4 чоловіків також старших 18 років.
Середній дохід на одне домашнє господарство становив 77 304 долари США (медіана — 73 625), а середній дохід на одну сім'ю — 88 600 доларів (медіана — 84 773). Медіана доходів становила 57 065 доларів для чоловіків та 41 118 доларів для жінок. За межею бідності перебувало 10,0 % осіб, у тому числі 11,7 % дітей у віці до 18 років та 7,9 % осіб у віці 65 років та старших.
Цивільне працевлаштоване населення становило 1021 осіб. Основні галузі зайнятості: виробництво — 28,2 %, освіта, охорона здоров'я та соціальна допомога — 19,6 %, будівництво — 9,7 %, роздрібна торгівля — 9,4 %.